# Клуни, Фрэнсис Ксавиер
Фрэ́нсис Ксавие́р Клу́ни (англ. Francis Xavier Clooney, род. 1950[…], Бруклин, Нью-Йорк) — американский теолог и религиовед, римско-католический священник-иезуит, профессор сравнительной теологии Гарвардского института богословия.

## Биография
В 1984 году Клуни защитил в Чикагском университете докторскую диссертацию по цивилизациям и языкам Южной Азии. После этого он преподавал в Бостонском колледже, а затем перешёл в Гарвардский университет. К его основным научным интересам относятся богословские комментарии в области санскритской и тамильской индуистской литературы Индии, а также сравнительная теология — дисциплина, отличающаяся своим вниманием к динамике богословских исследований, углублённых посредством изучения «чужих» религиозных традиций. Клуни также является автором ряда работ о миссионерской деятельности иезуитов (в особенности в Индии), а также о динамике межрелигиозного диалога в современном мире.
Клуни был первым президентом «Международного общества индуистско-христианских исследований», а в период с 1998 по 2004 год исполнял обязанности координатора межрелигиозного диалога иезуитов США. Профессор Клуни является автором большого количества научных статей и нескольких монографий, включая «Hindu God, Christian God» (опубликована издательством Oxford University Press в 2001 году), «Divine Mother, Blessed Mother: Hindu Goddesses and the Virgin Mary» (Oxford University Press, 2005) и «Jesuit Postmodern: Scholarship, Vocation, and Identity in the 21st Century» (Lexington Books, 2006). В 2008 году он опубликовал две монографии: «Beyond Compare: St. Francis and Sri Vedanta Desika on Loving Surrender to God» (Georgetown University Press, 2008) и «The Truth, the Way, the Life: Christian Commentary on the Three Holy Mantras of the Srivaisnava Hindus» (Peeters Publishing, 2008). В настоящее время, Фрэнсис Клуни работает над монографией по сравнительной теологии и занимается изучением йоги и иезуитской духовности.